# Sun Yingsha
Sun Yingsha (孙颖莎S, 孫穎莎T; Shijiazhuang, 4 novembre 2000) è una tennistavolista cinese.
Dal 20 febbraio 2022 è la numero 1 al mondo nella classifica del singolare femminile. Ai Giochi olimpici di Parigi 2024 Sun vince la medaglia d'oro nel doppio misto assieme a Wang Chuqin e la medaglia d'argento nel singolare, battuta dalla connazionale Chen Meng.

## Titoli nel singolare
| Anno | Competizione                              | Avversaria finale | Punteggio | Nota   |
| ---- | ----------------------------------------- | ----------------- | --------- | ------ |
| 2017 | ITTF World Tour Platinum, Japan Open      | Chen Meng         | 4–3       | [ 4 ]  |
| 2019 | ITTF World Tour Platinum, Japan Open      | Liu Shiwen        | 4–3       | [ 5 ]  |
| 2019 | ITTF World Tour Platinum, Australian Open | Ding Ning         | 4–0       | [ 6 ]  |
| 2019 | Asian Championships                       | Liu Shiwen        | 3–0       | [ 7 ]  |
| 2019 | ITTF World Tour Platinum, German Open     | Mima Ito          | 4–1       | [ 8 ]  |
| 2019 | T2 Diamond Singapore                      | Mima Ito          | 4–3       | [ 9 ]  |
| 2021 | WTT Cup Finals                            | Wang Yidi         | 4–2       | [ 10 ] |
| 2022 | WTT Champions Macao                       | Chen Xingtong     | 4–1       | [ 11 ] |
| 2022 | WTT Cup Finals                            | Chen Meng         | 4–3       | [ 12 ] |
| 2023 | WTT Singapore Smash                       | Qian Tianyi       | 4–1       | [ 13 ] |
| 2023 | WTT Champions Xinxiang                    | Wang Yidi         | 4–1       | [ 14 ] |
| 2023 | World Championships                       | Chen Meng         | 4–2       | [ 15 ] |
| 2023 | WTT Star Contender Ljubljana              | Chen Meng         | 4–3       | [ 16 ] |
| 2023 | Asian Games                               | Hina Hayata       | 4–1       | [ 17 ] |
| 2023 | WTT Star Contender Lanzhou                | Chen Meng         | 4–0       | [ 18 ] |
| 2023 | WTT Finals                                | Wang Yidi         | 4–2       | [ 19 ] |
| 2024 | WTT Star Contender Doha                   | Chen Meng         | 4–1       | [ 20 ] |
| 2024 | WTT Champions Incheon                     | Wang Manyu        | 4–0       |        |
| 2024 | World Cup                                 | Wang Manyu        | 4–3       |        |
| 2024 | WTT Champions Chongqing                   | Wang Manyu        | 4–3       |        |